# إيليا الثالث عشر عبو اليونان
بطرس إيليا الثالث عشر عبو اليونان (حوالي 1840، الموصل - 27 يونيو 1894) هو بطريرك بابل للكلدان منذ 1879 إلى وفاته في 1894.

## سيرته
ولد بطرس اليونان في الموصل حوالي سنة 1840. رُسم كاهنًا حوالي عام 1865 و كرسه البطريرك يوسف السادس اودو أسقفًا لجزيرة ابن عمر في 24 مايو 1874 و شارك في تكريسه رئيس أساقفة عقرة يوحنا إيليا ملوس ر. ج.. تم انتخابه بطريركًا للكنيسة الكلدانية الكاثوليكية في 28 فبراير 1878 و أُجلس في السدة البطريركية في نفس التاريخ من السنة التالية واتخذ اسم إيليا الثالث عشر. و أقام البطريرك إيليا الثالث عشر سبعة أساقفة للكنيسة الكلدانية الكاثوليكية هم:
1. رئيس الأساقفة يوسف جبرائيل آدامو رئيس أساقفة كركوك في 1883[4]
2. النائب البطريركي يعقوب ميخائيل نعمو أسقف سعرد في 1885[5]
3. الأسقف إسطفان يوحنا قينايا أسقف زاخو في 1886[6]
4. رئيس الأساقفة توما أودو أسقف أرومية في 1890[7]
5. البطريرك يوسف عمانوئيل الثاني توما أسقف سعرد في 1892[8]
6. الأسقف إرميا طيموثاوس مقدسي أسقف زاخو في 1892[9]
7. الأسقف يعقوب يوحنا سحار أسقف عقرة في 1893[10]

و توفي البطريرك في 27 يونيو 1894.